# Concrete and Gold
| Críticas profissionais | Críticas profissionais |
| Pontuações agregadas   | Pontuações agregadas   |
| Fonte                  | Avaliação              |
| ---------------------- | ---------------------- |
| Metacritic             | 72/100                 |
| Avaliações da crítica  |                        |
| Fonte                  | Avaliação              |
| AllMusic               | [ 2 ]                  |
| The A.V. Club          | B+                     |
| The Guardian           | [ 4 ]                  |
| The Independent        | [ 5 ]                  |
| Mojo                   | [ 6 ]                  |
| NME                    | [ 7 ]                  |
| Pitchfork Media        | (6.5/10)               |
| Rolling Stone          | [ 9 ]                  |

Concrete and Gold é o nono álbum de estúdio da banda de rock Foo Fighters, lançado em 15 de setembro de 2017.
Com produção musical de Greg Kurstin, o disco é o primeiro da banda a apresentar Rami Jaffee como tecladista do grupo, e apresentou os singles "Run" e "The Sky Is a Neighborhood". O projeto ainda trouxe as participações de Paul McCartney e Dave Koz.

## Antecedentes
As primeiras ideias da banda para seu nono álbum de estúdio incluíam a criação de um estúdio no anfiteatro Hollywood Bowl, na Califórnia, e a gravação do álbum ao vivo para uma multidão de 20.000 pessoas. No entanto, o vocalista Dave Grohl perdeu o interesse na ideia ao saber que ela já havia sido feita recentemente por PJ Harvey com suas sessões de gravação de 2015 para seu álbum The Hope Six Demolition Project. Os planos mudaram ainda mais devido aos eventos da banda em turnê para divulgar seu álbum de estúdio anterior, Sonic Highways, quando Grohl caiu do palco e quebrou a perna em um show em junho de 2015 na Suécia. Através do uso de um "trono" desenhado por ele mesmo, uma grande cadeira que o acomodava confortavelmente no palco, Grohl e a banda completaram a turnê e gravaram o EP e a música Saint Cecilia.
Após a turnê, no início de 2016, a banda anunciou que entraria em um hiato por tempo indeterminado. Embora nenhuma razão tenha sido dada na época, em 2017, Grohl disse à Rolling Stone que ele ainda estava lutando contra a lesão, ainda incapaz de andar e suportando longas sessões diárias de fisioterapia. Ele se isolou da banda e estabeleceu como meta ficar longe da música por um ano inteiro enquanto se concentrava na recuperação. Porém, seis meses depois, ele cancelou o plano ao começar a escrever a letra da faixa "Run".

## Escrita e gravação
As sessões iniciais de composição envolveram apenas Grohl, que continuou isolado da banda, embora inicialmente tenha lutado, sentindo-se "fora de prática" e "atrofiado criativamente" devido ao seu afastamento mais longo do que o normal da música. Grohl alugou um Airbnb em Ojai, Califórnia, para que pudesse se concentrar em longos períodos de escrita, com Grohl contando: "Eu trouxe uma caixa de vinho e sentei lá de cueca com um microfone por cerca de cinco dias, apenas escrevendo." Depois que doze ou treze ideias brutas foram mapeadas, ele as apresentou à banda, que compartilhava da crença de Grohl de que ele estava no caminho certo com o material. Feliz com seu trabalho, mas sentindo que o material ainda precisava de mais desenvolvimento, Grohl começou a pensar em entrar em contato com um produtor musical.
A banda acabou trabalhando com o produtor musical Greg Kurstin no álbum. Grohl esteve ouvindo o trabalho da banda pop indie de Kurstin, The Bird and the Bee, desde 2014 e ficou muito impressionado com seu trabalho, chamando-o de "muito mais sofisticado do que qualquer coisa [que ele] já tinha ouvido". Grohl procurou Kurstin e soube que ele havia tirado uma folga de The Bird and the Bee para se concentrar em seu trabalho como produtor musical, produzindo canções como "Strangers" de Halsey, "The Greatest" e "Cheap Thrills" de Sia e "Hello", de Adele. Os dois estavam interessados no desafio de trabalhar juntos - Kurstin nunca havia trabalhado em um álbum de rock pesado, enquanto Grohl nunca havia trabalhado com um compositor pop - e decidiram colaborar no álbum.
A gravação foi feita no densamente povoado EastWest Studios, onde a banda frequentemente se encontrava e interagia com vários outros músicos no prédio do estúdio. As sessões de gravação frequentemente culminavam em grandes churrascos e bebidas alcoólicas entre os outros artistas que usavam os estúdios, muitas vezes levando a Grohl grelhar carne para grupos de até quarenta pessoas enquanto terminava as sessões de gravação. A configuração levou a banda a ter várias colaborações de alto perfil no álbum. A banda trabalhou com o membro do Boyz II Men, Shawn Stockman, na faixa-título do álbum e no fechamento do álbum, que resultou de um encontro casual entre Grohl e Stockman no estacionamento. Grohl também anunciou que "provavelmente a maior estrela pop do mundo" forneceria backing vocals em uma faixa também, embora ele tenha se recusado a dizer quem, o que gerou muita especulação devido ao número de estrelas pop com quem Kurstin já havia trabalhado antes do Foo Fighters. Grohl mais tarde esclareceu que não era Adele ou Taylor Swift, e que a pessoa "existe há muito tempo", e acabou revelando que era Justin Timberlake. Outras colaborações incluem os vocais de Inara George na faixa "Dirty Water", saxofone de David Koz na faixa "La Dee Da" e os vocais de Alison Mosshart, do The Kills, em "La Dee Da" e "The Sky Is a Neighbourhood". Além disso, Paul McCartney contribuiu com a bateria para a faixa "Sunday Rain" depois de entrar no estúdio e gravar duas faixas de bateria sem nem mesmo ouvir a música primeiro, baseando sua performance inteiramente em Grohl recriando a música acusticamente para ele no local. Concrete and Gold também marca o primeiro crédito de Rami Jaffee como membro oficial da banda, tendo sido tecladista de sessão e turnê da banda desde 2005.

## Faixas
| N.º | Título                         | Duração |  |
| 1.  | "T-Shirt"                      | 1:22    |  |
| 2.  | "Run"                          | 5:23    |  |
| 3.  | "Make It Right"                | 4:39    |  |
| 4.  | "The Sky Is a Neighborhood"    | 4:04    |  |
| 5.  | "La Dee Da"                    | 4:02    |  |
| 6.  | "Dirty Water"                  | 5:20    |  |
| 7.  | "Arrows"                       | 4:26    |  |
| 8.  | "Happy Ever After (Zero Hour)" | 3:40    |  |
| 9.  | "Sunday Rain"                  | 6:20    |  |
| 10. | "The Line"                     | 3:38    |  |
| 11. | "Concrete and Gold"            | 5:31    |  |

## Músicos
Foo Fighters
- Dave Grohl – vocais, guitarras
- Chris Shiflett – guitarra solo, backing vocals
- Pat Smear – guitarra rítmica
- Nate Mendel – baixo
- Taylor Hawkins – bateria, percussão, backing vocals, vocais em "Sunday Rain"
- Rami Jaffee – teclados

## Desempenho nas tabelas musicais
| Paradas (2017)                          | Melhor posição |
| --------------------------------------- | -------------- |
| Austrália (ARIA)                        | 1              |
| Áustria (Ö3 Austria Top 40)             | 1              |
| Bélgica (Ultratop Flandres)             | 1              |
| Bélgica (Ultratop Valônia)              | 4              |
| Canadá (Billboard)                      | 1              |
| República Tcheca (ČNS IFPI)             | 1              |
| Dinamarca (Hitlisten)                   | 2              |
| Países Baixos (Dutch Charts)            | 1              |
| Finlândia (Suomen virallinen lista)     | 3              |
| França (SNEP)                           | 7              |
| Alemanha (Offizielle Deutsche Charts)   | 2              |
| Grécia (IFPI)                           | 6              |
| Hungria (MAHASZ)                        | 6              |
| Irlanda (IRMA)                          | 1              |
| Itália (FIMI)                           | 2              |
| México (Top 100)                        | 13             |
| Nova Zelândia (RMNZ)                    | 1              |
| Noruega (VG-lista)                      | 1              |
| Polónia (ZPAV)                          | 5              |
| Portugal (AFP)                          | 2              |
| Escócia (Official Scottish Albums)      | 1              |
| Espanha (PROMUSICAE)                    | 3              |
| Suécia (Sverigetopplistan)              | 2              |
| Suíça (Schweizer Hitparade)             | 1              |
| Reino Unido (Official Albums Chart)     | 1              |
| Estados Unidos (Billboard 200)          | 1              |
| Estados Unidos (Top Alternative Albums) | 1              |
| Estados Unidos (Top Hard Rock Albums)   | 1              |
| Estados Unidos (Top Rock Albums)        | 1              |

## Certificações
| País                  | Certificação | Vendas   |
| --------------------- | ------------ | -------- |
| Austrália (ARIA).     | Platina      | 70.000+  |
| Canadá (Music Canada) | Ouro         | 40.000+  |
| Itália (FIMI)         | Ouro         | 25.000+  |
| Nova Zelândia (RMNZ)  | Ouro         | 7.500+   |
| Polônia (ZPAV)        | Ouro         | 10.000+  |
| Reino Unido (BPI)     | Ouro         | 100.000+ |
| Suíça (IFPI)          | Ouro         | 10.000+  |